# Laguna La Matanza
Laguna La Matanza (también se conoce como Laguna Matanzas, Laguna de Matanzas) es un cuerpo de agua perteneciente al humedal Reserva Nacional El Yali, sitio Ramsar en Chile central, Región de Valparaíso, Provincia de San Antonio, comuna de Santo Domingo (Chile).

## Hidrología
Fue una antigua laguna costera (unos 8000 años atrás), se encuentra cerca de 10m sobre el nivel medio del mar. Tiene un espejo de agua de unas 190 hectáreas convirtiéndose el cuerpo de agua más grande que se encuentra dentro del humedal El Yali  y su afluente más importante es el estero Las Rosas

## Población, economía y ecología

### Flora
Se pueden identificar un bosque de Eucaliptos (Eucalyptus globulus), los cuales se desarrollan gracias al sustrato ácido que se encuentra en él. Además encontramos un bosque de pino insigne junto a la ribera de esta laguna. La vegetación encontrada corresponde a pajonales, la cual constituye el lugar de nidificación de aves ribereñas y acuáticas de laguna.

### Fauna
En cuanto a la fauna asociada a este lugar encontramos aves estacionarias y permanentes, que llegan a este lugar a reproducirse. También mamíferos, anfibios, entre otros

### Batracofauna
- Rana Grande Chilena, Calyptocephalella gayi
- Sapo de rulo, Rhinella arunco
- Sapo de cuatro ojos, Pleurodema thaul

### Avifauna
- Blanquillo, Podiceps occipitalis.
- Huala, Podiceps major.
- PICURIO, Podylimbus podiceps.
- Pimpollo, Podiceps rolland.
- GARZA BOYERA, Bubulcus ibis.
- GARZA CHICA, Egretta thula.
- GARZA CUCA, Ardea cocoi.
- GARZA GRANDE, Casmerodius albus.
- HUAIRAVO, Nycticorax nycticorax.
- BANDURRIA, Theristicus melanopis.
- YECO, Phalacrocorax brasilianus.
- FLAMENCO CHILENO, Phoenicopterus chilensis.
- CISNE COSCOROBA, Coscoroba coscoroba.
- CISNE DE CUELLO NEGRO, Cygnus melancoryphus.
- PATO COLORADO, Anas cyanoptera.
- PATO CUCHARA, Anas platalea.
- PATO GARGANTILLO, Anas bahamensis.
- PATO JERGÓN CHICO, Anas flavirostris.
- PATO JERGÓN GRANDE, Anas georgica.
- PATO RANA DE PICO DELGADO, Oxyura vittata.
- Pato Real, Anas silbilatrix.
- Tagua Chica, Fulica leucoptera.
- Tagua, Fulica armillata.
- TAGÜITA, Gallinula melanops.
- QUELTEHUE, Vanellus chilensis.
- GAVIOTA CÁHUIL, Larus maculipennis.
- GAVIOTA DOMINICANA, Larus dominicanus.
- GAVIOTA FRANKLIN, Larus pipixcan.
- GAVIOTIN PIQUERITO, snowy crowned.
- PERRITO, Himantopus mexicanus.
- PITOTOY CHICO, Tringa flavipes.
- CERNÍCALO, Falco sparverius.
- HALCÓN PERDIGUERO, Falco femoralis.
- TIUQUE, Malvago chimango.
- JOTE CABEZA COLORADA, Cathartes aura.
- JOTE CABEZA NEGRA, Coragyps atratus.
- AGUILUCHO COMÚN, Buteo polyosoma.
- BAILARÍN, Elanus leucurus.
- PEUCO, Parabuteo unicinctus.
- TORTOLITA CUYANA, Columbina picui.
- TÓRTOLA, Zenaida auriculata.
- LECHUZA, Tyto alba.
- CHUNCO, Glaucidium nanum.
- TUCUQUERE, Bubo virginianus.
- CHURRETE ACANELADO, Cinclodes fuscus.
- CHURRETE CHICO, Cinclodes oustaleti.
- CHURRETE, Cinclodes patagonicus..
- RAYADITO, Aphrastura spinicauda.
- TIJERAL, Leptasthenura aegithaloides.
- TRABAJADOR, Phleocryptes melanops.
- CHURRIN, Scytalopus magellanicus.
- CACHUDITO, Anairetes parulus.
- COLEGIAL, Lessonia rufa.
- DIUCON, Xolmis pyrope.
- FIO-FIO, Elaenia albiceps.
- MERO, Agriornis livida.
- SIETE COLORES, Tachuris rubrigastra.
- VIUDITA, Colohamphus parvirostris.
- RARA, Phytotoma rara.
- GOLONDRINA CHILENA, Tachycineta meyeni.
- CHERCAN, Troglodytes aedon.
- ZORZAL, Turdus falcklandii.
- TENCA, Mimus thenca.
- BAILARÍN CHICO, Anthus correndera.
- CHINCOL, Zonotrichia capensis.
- CHIRIHUE, Sicalis luteiventris.
- COMETOCINO DE GAY, Phrygilus gayi.
- DIUCA, Diuca diuca.
- PLATERO, Phrygilus alaudinus.
- YAL, Phrygilus fruticeti.
- LOICA, Sturnella loyca.
- MIRLO, Molothrus bonariensis.
- TORDO, Curaeus curaeus.
- TRILE, Agelaius thilius.
- JILGUERO, Carduelis barbata.
- GORRION, Passer domesticus.
- PICAFLOR GIGANTE, Patagona gigas.
- PICAFLOR, Sephanoides sephanoides.
- CODORNIZ, Callipepla californica.
- GALLINA CIEGA, Caprimulgus longirostis.
- PERDIZ CHILENA, Nothoprocta perdicaria.
- CARPINTERITO, Picoides lignarius.
- PITIO, Colaptes pitius.

## Arqueología
Al costado sur de la ribera de la laguna se han encontrado diversos objetos pertenecientes a la cultura Aconcagua del período agroalfarero tardío. Por su cantidad y calidad se supone la existencia de una importante ocupación humana en el lugar. Destacan diversos objetos como puntas de proyectiles, raederas, cuchillos y cepillos.